# Traungau
Il Traungau è una regione storica situata nel corso inferiore del Traun, tra la dorsale alpina e il Danubio nell'attuale Alta Austria.

## Geografia
Il Traungau è delimitato dal Danubio a nord, dall' Enns a est, dalle Alpi a sud e l'Hausruck a ovest. Corrisponde in gran parte all'area dell'attuale Traunviertel.

## Storia
Il Traungau si trovava nell'estremo oriente del ducato di Baviera, al quale appartenne fino al 1180. Dall'800 circa il Traungau fece parte della Marca Orientale e formalmente subordinato al suo prefetto.
Il primo conte di Traungau a esser noto è Gramann, al quale successe un suo parente, il guglielmingio Guglielmo I, che rimase in carica dall'821 fino alla sua morte, avvenuta dopo l'853. A Guglielmo I successero i figli Guglielmo II ed Engelschalk I, che furono anche margravi della Marca Orientale. L'ultimo guglielmingio noto a esser stato a capo della contea di Traungau fu Engelschalk II, figlio di Engelschalk I, che contese la Marca Orientale al margravio Aribo.
Il nome è della contea è strettamente legato alla famiglia aristocratica bavarese dei Conti di Traungau, che deteneva un gran numero di possedimenti lungo il corso inferiore del fiume Steyr e che  alla sua confluenza con l'Enns costruì il castello di Styraburg, dal quale prende il nome la Stiria.

### Famiglie nobili
La nobile famiglia Abensperg und Traun proveniva proprio dalla contea di Traungau. A Traungau vivevano anche i Wels-Lambachers e i Diepoldingi-Rapotoni.